# Sindangjaya (Cabangbungin)
Sindangjaya is een bestuurslaag in het regentschap Bekasi van de provincie West-Java, Indonesië. Sindangjaya telt 4923 inwoners (volkstelling 2010).